# Euseius castaneae
Euseius castaneae är en spindeldjursart som först beskrevs av Wang och Xu 1987.  Euseius castaneae ingår i släktet Euseius och familjen Phytoseiidae. Inga underarter finns listade i Catalogue of Life.